# Aeropuerto Internacional Guaraní
El Aeropuerto Internacional Guaraní (Código IATA: AGT, Código ICAO: SGES), es un aeropuerto internacional situado en el distrito de Minga Guazú, sirve a Ciudad del Este, capital del departamento de Alto Paraná en la República del Paraguay. 
Es el segundo aeropuerto más importante del país en tráfico comercial y de cargas, ocupando el primer puesto el Aeropuerto Internacional Silvio Pettirossi de Asunción.

## Historia
El aeropuerto Internacional Guaraní fue inaugurado el 20 de agosto de 1993. El aeropuerto fue construido para reemplazar al ex Aeropuerto Alejo García de Ciudad del Este, que finalmente fue rodeado por el desarrollo de la ciudad, quedando ya en una zona urbana muy poblada, y peligrosa para los vuelos.
Ver fuente y consulta Wikidata.

### Aerolíneas cargueras que operan regularmente
| Aerolíneas    | Ciudades                           |
| ------------- | ---------------------------------- |
| Avianca Cargo | Bogotá, Campinas                   |
| LATAM Cargo   | Campinas, Miami, Santiago de Chile |

### Aerolíneas que cesaron operación
Aerolíneas extintas:
- ARPA - Aerolíneas Paraguayas (Asunción)
- LADESA - Líneas Aéreas del Este S.A. (Asunción)
- Sol del Paraguay (Asunción, Encarnación, Pedro Juan Caballero)

Destinos suspendidos:
- LATAM Airlines (Santiago de Chile)
- LATAM Paraguay (Asunción, Buenos Aires-Ezeiza, Córdoba, São Paulo, Curitiba)

## Concesión de aeropuertos
La Cámara de Diputados aprobó el proyecto de concesión de aeropuertos y, al intentar introducir modificaciones, la sesión quedó sin cuórum.
De esta manera, quedó vigente por sanción ficta el documento ya aprobado en el Senado el 16 de diciembre de 2010.
Esta ley quedó vetada por el presidente de la nación, por lo que la concesión del aeropuerto internacional Guaraní no se llevó a cabo.

## Galería

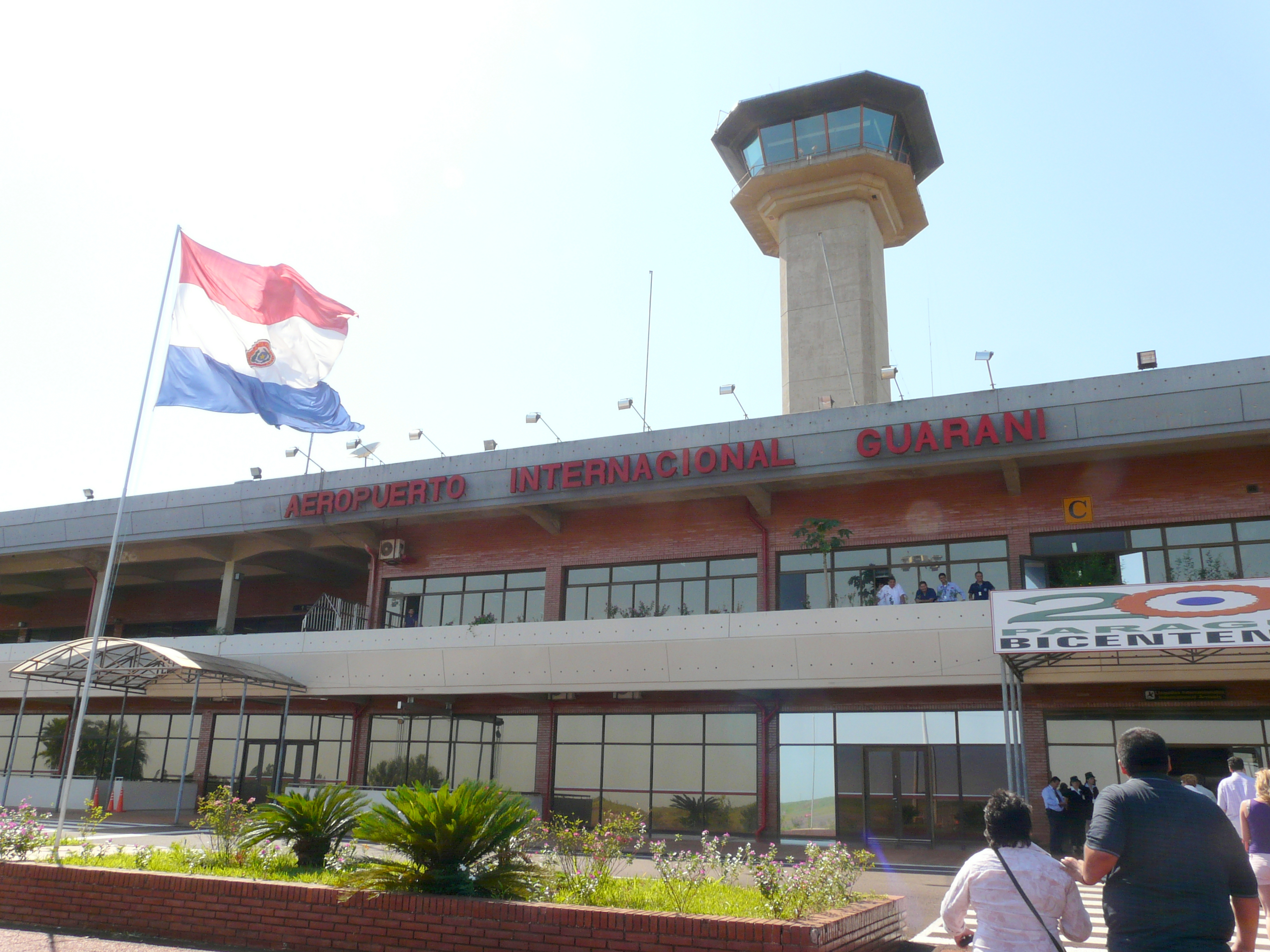
Exterior del Aeropuerto Internacional Guaraní
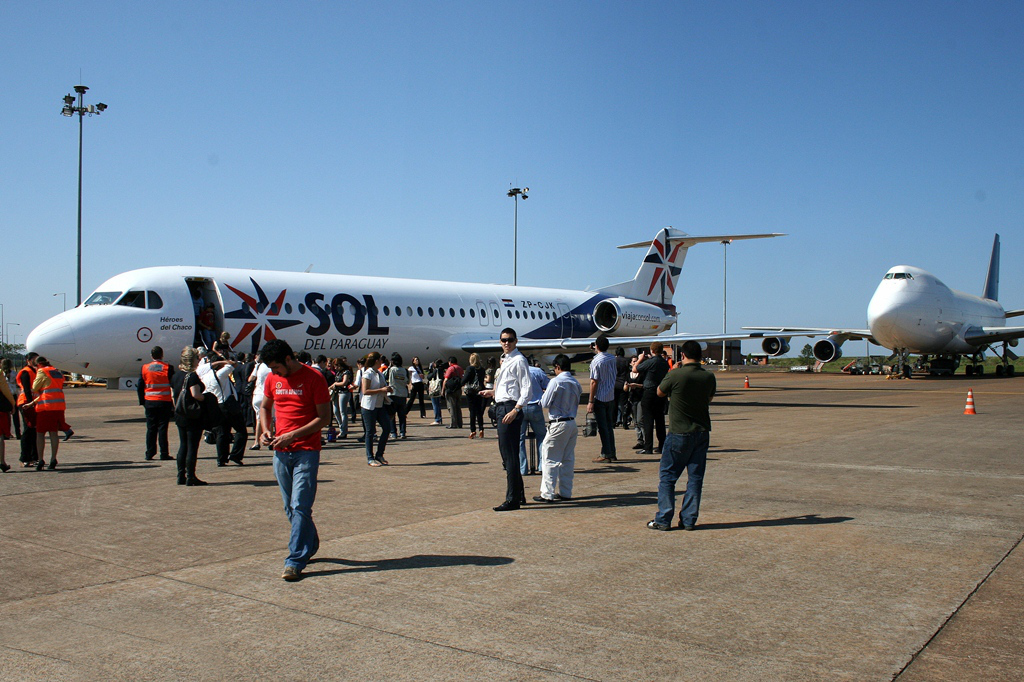
Avión de Líneas Aéreas Sol del Paraguay a su arribo al aeropuerto
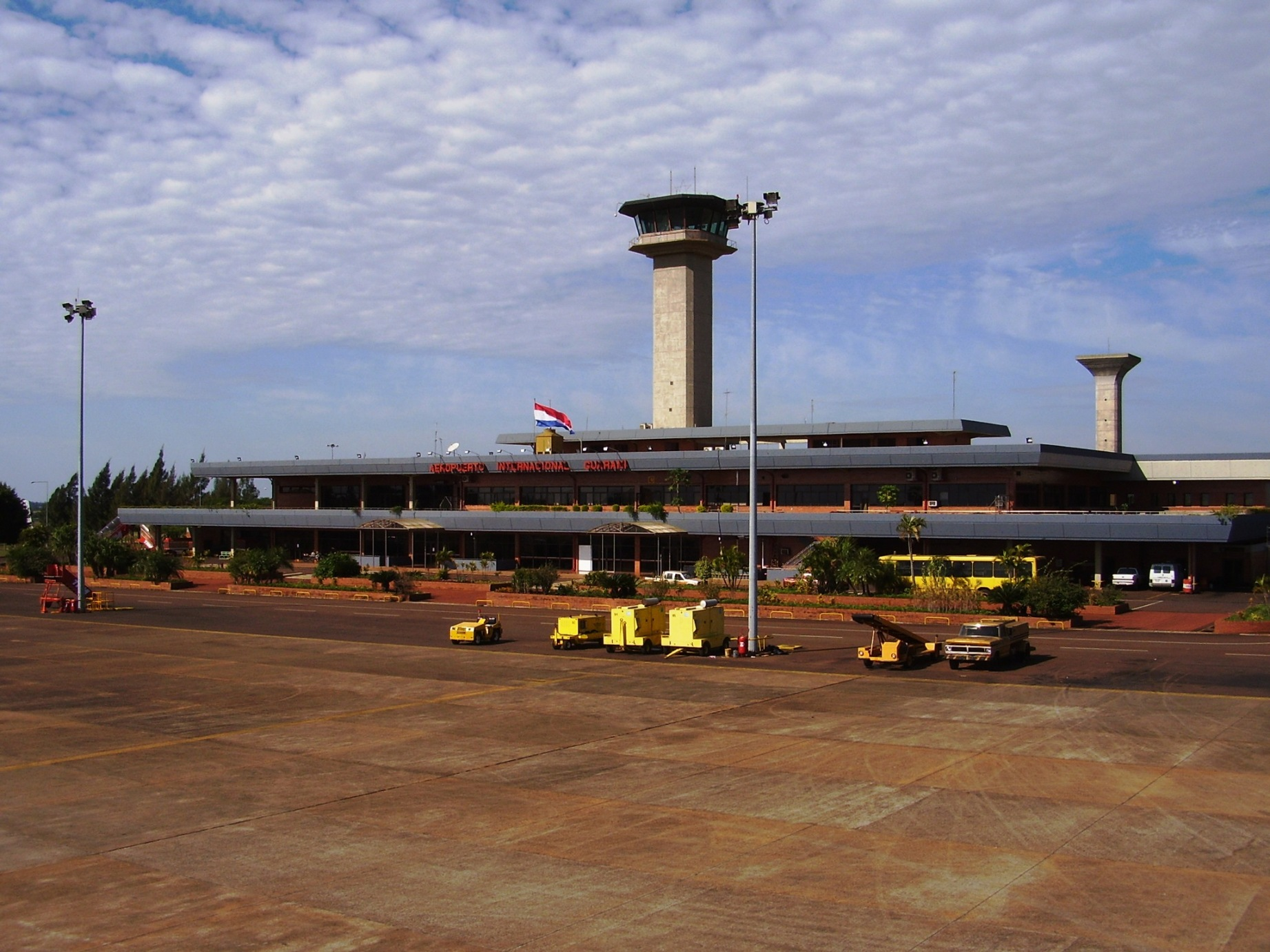
Vista desde la pista de aterrizaje